# Nora (Svezia)
Nora è una città della Svezia, capoluogo del comune omonimo, nella contea di Örebro. Ha una popolazione di 6.496 abitanti.